# Pomacentrus limosus
Pomacentrus limosus är en fiskart som beskrevs av Allen 1992. Pomacentrus limosus ingår i släktet Pomacentrus och familjen Pomacentridae. Inga underarter finns listade i Catalogue of Life.